# Sextus Aurelius Victor
Sextus Aurelius Victor, általánosan elterjedt nevén Aurelius Victor (320 körül – 390 körül), pogány római történetíró, aki a 4. század második felében alkotott.

## Élete
Africában született. 361-ben ismerkedett meg a II. Constantius ellen polgárháborút vívó Iulianusszal, aki megkedvelte a történetírót és később császárként rábízta az egyik pannoniai tartomány, Pannonia Secunda igazgatását. Victor 389-ben Róma városparancsnoka, praefectus urbi lett.

## Művei
Történetírói munkásságát a "Liber de Caesaribus" (Könyv a Caesarokról) című rövid összefoglalással kezdte. A néhány mondatos császárbiográfiákat tartalmazó munka a szerző koráig, 360-ig dolgozta fel a római császárság történetét. Megbízható, a kortársak által elismert forrásokból dolgozott. Mindezek ellenére Victor nem vált egyszerű kivonatolóvá, sok esetben E/1 személyben önálló gondolatokat is hozzátett a munkához. Stílusa eredeti, tömör, ebben Sallustiusra hasonlít. Műve gazdag reflexiókban. A munkát később ismeretlenek két anonim irattal egészítették ki. Az "Origo gentis Romanae" (A római nép eredete) című, 4. századi mű Itália őstörténetét adja elő. Ezt a művet néha Cornelius Nepos, idősebb Plinius vagy Hyginius nevéhez kapcsolják. A "De viris illustribus urbis Romae" (Róma város neves férfiairól) a királyok és a köztársaság korát sűríti életrajzokba Procas albai királytól Marcus Antoniusig. Értékét az adja, hogy független Liviustól. Filológusok és ókortörténészek megállapították, hogy sem az "Origo gentis Romanae", sem a "De viris illustribus urbis Romae" című munkának nem lehetett Aurelius Victor a szerzője, csak a középkori kódexhagyomány kapcsolja a két művet a 4. századi történetíróhoz. A fenti három művet tartalmazó Aurelius Victor-corpus közös megnevezése "Historia tripartita" (Háromrészű történelem).
Ismert egy negyedik, a középkorban tévesen ugyancsak Aurelius Victor nevéhez kapcsolt ókori munka, a "Libellus de vita et moribus imperatorum breviatus ex libris Sexti Aurelii Victoris a Caesare Augusto usque ad Theodosium" című mű. Filológusok és ókortörténészek az újkori szövegkiadások hagyományát követve Epitome de Caesaribus címen is hivatkoznak rá.
| előd: Sextius Rusticus Iulianus 387/388 | Praefectus urbi 389 körül | utód: Ceionius Rufius Albinus 389. jún. – 391. feb. |

## Magyarul megjelent művei
- Németh György (szerk.) Ércnél maradóbb. A görög és római történelem forrásai. Budapest. Corvina Kiadó, 1998. ISBN 9631344452
- Rövid könyv az imperatorok életéről és erkölcseiről. Epitome de Caesaribus. Fordította, a kommentárt és a tanulmányt írta: Sólyom Márk. Máriabesnyő. Attraktor Kiadó, 2020. ISBN 978-615-5601-94-1